# Passiflora herbertiana
Passiflora herbertiana heeft in tegenstelling tot de meeste andere passiebloemen, bloemen die drie tot vier dagen openblijven in plaats van slechts één dag. De plant komt van nature voor aan de randen van regenwouden langs de oostkust van Australië in New South Wales en het noorden van Queensland. Tevens komt de soort van nature voor op Lord Howe-eiland.
De plant heeft licht behaarde, enigszins hoekige stengels die tot 5 m lang kunnen worden. De plant klimt met behulp van ranken die ontspringen in de bladoksels. De bladsteel is tot 7,5 cm lang. De afwisselend geplaatste bladeren zijn drie- of vijflobbig, gaafrandig en 4–11 × 4–12 cm groot.
De alleenstaande bloemstelen zijn 2–3,5 cm lang. De bloemen zijn 5-8 cm breed en verkleuren gedurende de bloeitijd van groenachtig geel via geel naar oranjegeel. De kelkbladeren zijn tot 3,7 × 0,8 cm groot. De kroonbladeren zijn tot 2,2 × 0,5 cm groot. De corona bestaat uit een enkele rij 0,5–1,5 cm lange, rechtopstaande, gele filamenten. In het midden van de bloem steekt de androgynofoor uit. De plant is zelfbestuivend en kan veel vruchten vormen met zijn eigen stuifmeel. De vruchten zijn eivormig, licht driekantig, groen met witte stippen en 4–7 cm lang. De vruchten zijn eetbaar en worden in hun natuurlijke verspreidingsgebied door de Aborigines gegeten.
Passiflora herbertiana vormt samen met de soorten Passiflora cinnabarina en Passiflora aurantia de sectie Disemma. Deze drie soorten komen allen van nature voor in Australië, waar ook Hollrungia aurantioides, een ander lid van de familie Passifloraceae, van nature voorkomt.
Passiflora herbertiana kan in West-Europa in de vensterbank en de koude kas worden gehouden. 's Zomers kan de plant buiten worden gehouden. Hij bloeit van juni tot september en kan in een broeikas bij de juiste temperaturen vrijwel het gehele jaar bloemen produceren. De plant kan gemakkelijk worden opgekweekt door middel van zaaien. Stekken gaat moeizamer omdat de stekken moeilijk wortelen.

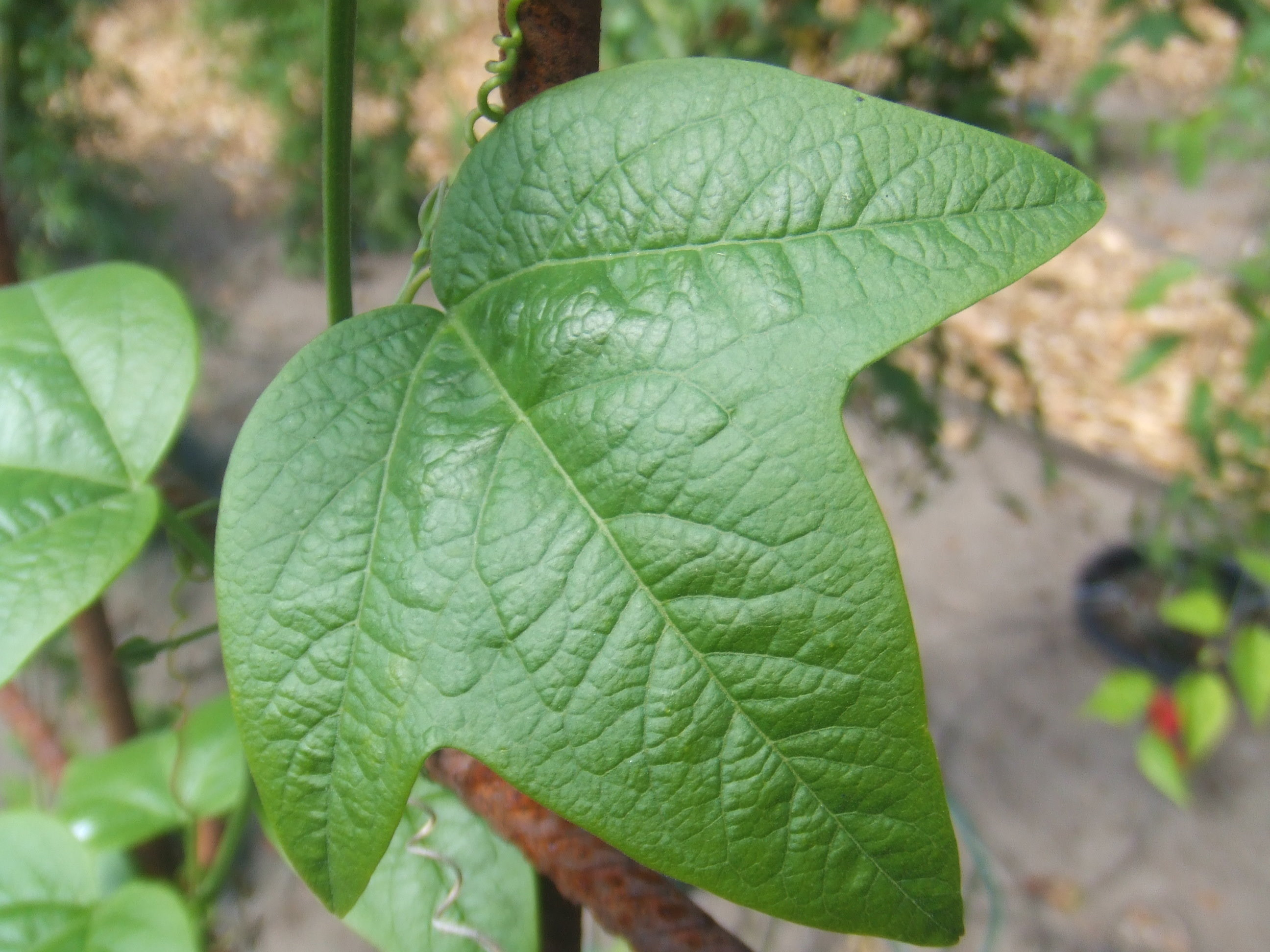
Blad
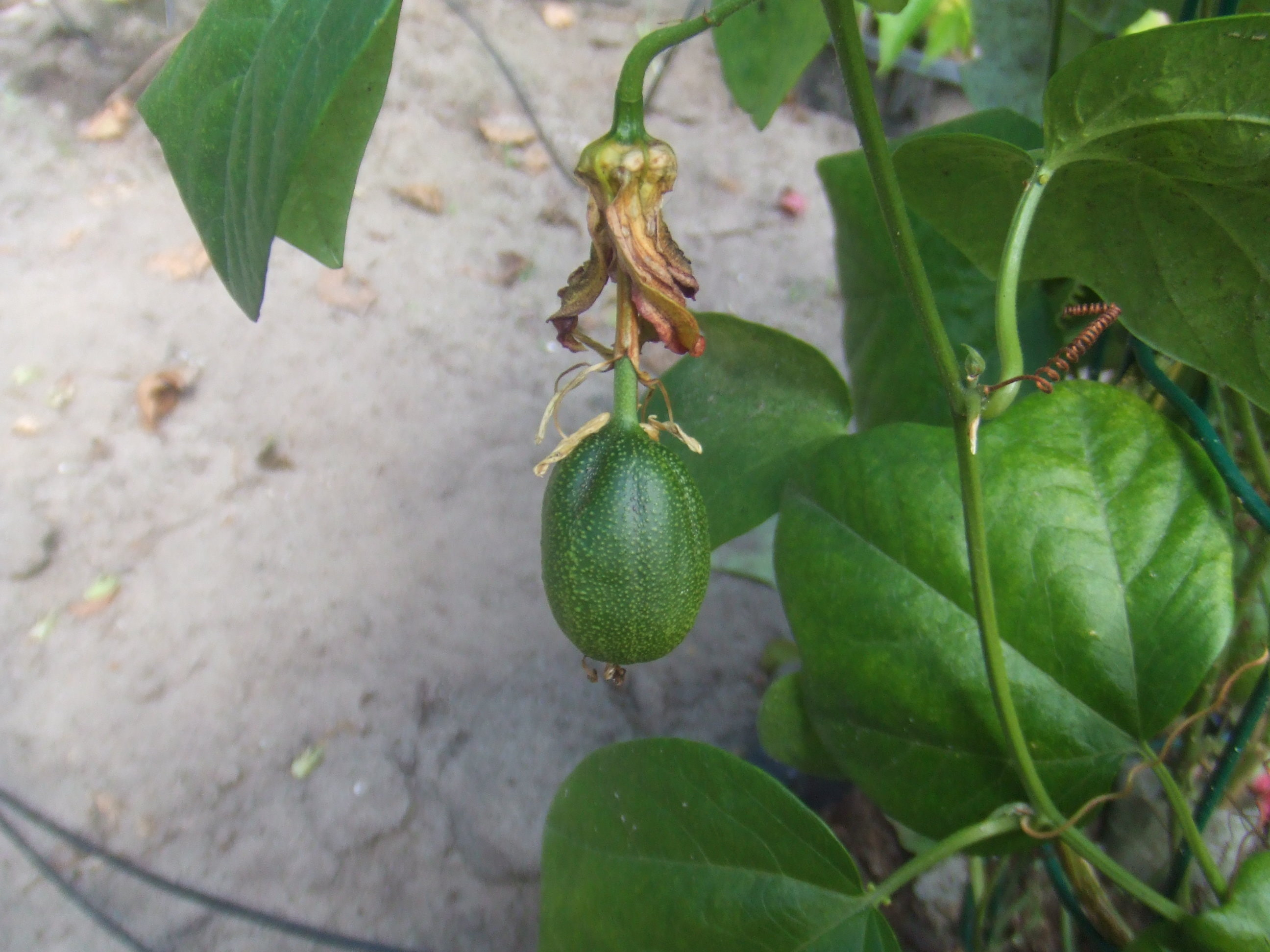
Onrijpe vrucht